# FolksSoul -失われた伝承-
『FolksSoul -失われた伝承-』（フォークスソウル うしなわれたでんしょう、北米版タイトル "Folklore" ）は、2007年6月21日にソニー・コンピュータエンタテインメントから発売されたPlayStation 3（PS3）用ファンタジーアクションアドベンチャーゲーム。アメリカでは同年10月9日、ヨーロッパでは同年10月10日に発売。当初はダークファンタジーと銘打っていたが、分かりづらかったため変更となった。

## ストーリー
孤独な女性エレンはある日、幼い頃死別したはずの母親からの手紙を受け取る。母親の姿を求め「死者に会える」という伝承の残る辺境の寒村・レムリックを訪れた彼女は、同じく謎めいたきっかけによって村へやってきた記者のキーツと出会う。万霊節の夜の不思議な体験によって「異界」と「フォークス」の存在を知ったエレンとキーツは、過去の忌まわしい出来事に触れたがらない住人や何らかの思いを残して死んだ者達と「異界」を通じて接し、レムリックで起きた事件を解明しようとする。

## 概要
「フォークス」と呼ばれる異界の住人の魂を使役し、敵と闘っていく。攻撃によってある程度弱らせると浮き出てくるフォークスの魂「ID(イド)」は、モーションセンサーの動作（SIXAXIS）によって吸収することができる。吸収したフォークスのIDを○×△□の4ボタンそれぞれに割り当て、自由に攻撃を組み立てられる。登場するフォークスは100種類以上で、連打により連続攻撃を叩き込むもの、マシンガンで遠隔攻撃が可能なもの、巨体から強烈な一撃を繰り出すもの、盾やバリアの役割をするものなど、多様に存在する。
「ダンジョントライアル」モードでは、本編で入手したフォークスを使い自分でダンジョンを作り、ネットワークにアップロードし他のプレイヤーにプレイさせたり、他のプレイヤーがアップロードしたダンジョンを楽しむことが可能。
PlayStation 3のゲームで初めて（当時としては）PlayStation Portableと連動する機能を備えているが、PlayStation Portable用ソフト『Coded Soul -受け継がれしイデア-』（2008年2月7日 発売）が必要である。開発初期のタイトル名は『MONSTER KINGDOM UNKNOWN REALMS（仮）』（モンスター・キングダム・アンノウン・レルム（仮））であった。PlayStation Portableで発売された『モンスターキングダム・ジュエルサモナー』との関連は不明。
シナリオは『Lost Memory』『Creatures〜生きとし生けるもの達へ』『人形の傷跡』等を製作したゲーム制作集団「Child-Dream」（現・株式会社ミスタ・ストーリーズ）の宮下英尚が手掛けている。メインテーマは死後や生死への探求であり、「自分もいずれは死ぬ（消滅する）という事を普段から意識していては、人は恐怖やストレスでおかしくなりかねず、生きていけなくなる。そのため普段はそれらを忘れることで、生きていける」などといった、死生観にまつわる思想的な話が強い。
日本国内での初日売上7000本、初週売上16000本。2007年10月現在40348本。

## 世界観
物語の舞台はアイルランドの架空の村。死者の声を聞ける万霊節の11月2日とは現在ではハロウィンとも関連するカトリックにおける死者の日のことである（アイルランドは土着のドルイド教とキリスト教を融合したものを信仰している）。妖精に誘われて環状列石（アイルランドで言うドルメン）から生きたままに異界を訪れることもケルトの伝承と一致する。また、作中には死を予告する妖精バンシー、勇者クー・フーリンなど様々なアイルランド伝承からの引用が見られる。異界にもケルトの世界観が用いられ、妖精が住まい永遠の命を生きられる異界「妖精界」（作中ではアイルランド語で妖精を意味する『シー』の呼び名も当てられる）は、ケルトが求めた歓楽の国そのものである。
他にも、ストーリーのなかでマヤ（サンスクリット～仏教の王）、ブラフマー（ヒンドゥー教の創造神）などストーリーのなかで様々な宗教的と生死感が登場する。

## 関連情報
- 2007年5月22日、プロモーションビデオがPLAYSTATION Storeにて配信された。
- 2007年6月1日、「FolksSoul -失われた伝承- 体験版」がPLAYSTATION Storeにて配信された。
- 2007年6月21日、「FolksSoul発売記念 期間限定フォークス」がPLAYSTATION Storeにて配信された。配信期限は2007年7月22日。
- 2007年8月9日、週刊ファミ通オリジナルフォークス「バカタール加藤」がPLAYSTATION Storeにて配信。配信期限は6ヶ月。今後も各ゲーム誌別のオリジナルフォークスを配信予定。

## 登場人物
エレン/セシリア
主人公。幼少の頃に両親を亡くして孤児院で育った女性で22歳。現在は大学に通っているが内向的な性格で、服装も黒いものを好むため、他の学生からは“黒い女”などとからかわれている。死亡したはずの母親から“会いたい”という手紙が届き、レムリック村へ向かう。その後、スケアクロウに導かれ異界を移動できる力を持った霊衣を纏って“伝達者”となり、自身の過去を探るため妖精王の協力者となり異界真央を目指す。作中後半、実は本名がセシリアと言い、かつてレムリック村に住んでいた過去が明かされた。仲の良かった少年エルヴェの回復を願い、ハリエッタから教わった妖精の伝説に望みを託して列石の奥の部屋「聖地」の謎の声に従って血を捧げるも失血死寸前に陥ってしまう。その後、エルヴェの死と引き換えによる輸血で助かるもハリエッタと灯台守ライアンの失言によってエルヴェの両親から憎まれることになり、母親によって聖地に隠される。聖地で「皆が命を大切にすればいいのに」と願ったことからスケアクロウが生まれ、後に村の外に逃がされたことで名を変えて一人で生きていくことになった。霊衣を纏えるのは異界を旅する一族であるリヴァネの血を引くため。
イングリッド
死亡したと思われた、エレンの母親。ローブを纏って村で暗躍するが、その行動原理は終始娘を守るためで、そのためならば殺人すら厭わない。
キーツ
もう一人の主人公で、三流オカルト雑誌「アンノウン・レルム」の記者。27歳。本人はオカルトの類をまるで信じておらず、また認めたがらない性格である。ある日『妖精に殺される』という見知らぬ女性からの不可解な電話（事件に巻き込まれたセシリア（エレン）の心の声）を受け、村を訪れる。実はアンノウン・レルムはエルヴェ死亡の少し前に廃刊となっており、正体はエルヴェの「セシリアを守る」という願いによって生み出されたハーフライフで、容姿はエルヴェ自身が大人になった姿を想像して描いた絵そっくりである。エルヴェ宅にあった絵と廃刊したアンノウン・レルムを見て自身が何者かを悟った。その後は異界に存在していた編集室へと戻るも今度は逆に霊衣の力でエレンが訪れる。
シュゼット
自身につらくあたる母親に反発心を抱いている、少年のような格好のぶっきらぼうな少女。実はセシリアを巡る事件によって家庭環境が崩壊してしまったエルヴェの妹で、村にやってきたのは兄の死について調べることである。しかし、本当の目的は家族をめちゃくちゃにした元凶を殺すためで、一名を除いた村で起こった連続殺人の犯人である。エレンと友達になったことでその真相に苦悩し、異界に発生した彼女にまつわるフォークスを排除することでようやく救われる。
スケアクロウ
エレンに異界のへの入り方を教えたかかしのハーフライフ。飄々とした態度で、エレンを知っているような口を聞く。妖精王に仕えて異界真央を目指すが、実は妖精王に従っているのではなく、自身のために異界真央を目指しており、その目的は「双樹」と呼ばれる異界と現世をつなぐ木のような存在を現界させることで、人々に死の恐怖を知らしめることである。かつてセシリアの「皆が命を大切にすればいいのに」という願いに生み出され、エレンを見守りつつもその願いの成就のために暴走を始めるが、エレンによって止められる。
ベルガエ
キーツに異界のへの入り方を教えた透明人間のハーフライフだが、元は人間で、生前はリヴァネの部下の最後の一人である。知的で、現代社会に対しても知識があるため、リヴァネに仕えている。

## その他の登場人物
レスター医師
レムリック村に住む医者。17年前に起こった事件の核心に迫る、重大な秘密（事件の被害者であるエルヴェを殺したのが実質自分自身であることや失血死寸前に陥ったセシリアを救うためにエルヴェの血を輸血するのを承諾したこと）を持っている。シュゼットによって殺される。
レスター夫人
レスター医師の妻。過去の出来事にとらわれ、苦悩する夫を支える。
オコネル
ある目的があってレムリック村にやってきた学者。
ハリエッタ
車椅子の美しい女性で、事件を引き起こした要因の一人。妖精の伝説に惹かれており、セシリアにそれを教えたが、聖地で奇怪な行動を起こしたセシリアを見て、妖精にとりつかれたのだと誤解してしまう。その後、そのことを一緒にいた灯台守のライアンがエルヴェの両親に伝えたことが悲劇の始まりとなった。レスター医師同様にシュゼットに殺された。
ライアン
レムリック村の灯台守で、ハリエッタ同様に事件を引き起こした要因の一人。ハリエッタと共に聖地で奇怪な行動を起こしたセシリアを見ており、その事をエルヴェの両親に伝えてしまう。その後セシリアを守ろうとしたイングリッドにより殺された。
マスター
パブの主人。彼からは様々なクエストを受けることができる。
シャロット
マスターと暮らす少女。よく不思議なものを見るらしく、家庭環境にも悩んでおり、その悩みが密かにハーフライフを生み出していた。
妖精王
妖精たちの王。異界真央へ行くためにエレンに協力を要請するが、人間が死後の世界を蔑ろにし始めたことで忘却に飲まれていることに絶望し、人間の尊厳を無視して現状を生み出している双樹の封印を解除しようとしており、封印は一族の末裔であるエレンにしか解けないために彼女を懐柔した。
リヴァネ
ベルガエを通じてキーツに接触する妖精王の対立者だが、かつては人間で、霊衣を纏って異界を旅する一族である。しかし、あるとき一族が異界の存在を他の人々に教えた所で死後にも世界が存在していることに安心した人々が命を粗末にし始めてしまう。その後、状況を解決するために異界と現世をつなぐ双樹のうち、現世から異界を認識する木を封印し、結果として人々は異界を認識することができなくなり、再び死に対して恐怖を覚えるようになった。その後は人であることを捨てて聖地で眠りにつくが、17年前に聖地に現れた末裔であるセシリアの血を受けたことで復活し、その時は「血を捧げよ」としか言っていなかったのだが、セシリアは妖精の伝説を真に受けていたため、捧げれば願いを叶えてくれるものだと誤解してしまうという結果を招いた。
エルヴェ
度々現れる謎の少年だが、正体は17年前セシリアと仲が良かった少年の意識である。病気により余命があまり残されてはおらず、後に死にかけたセシリアを助けるために血を提供して息絶えてしまう。
レジーヌ、レナルド
エルヴェの両親。ハリエッタの「セシリアが妖精にとりつかれてエルヴェを殺した」という話をライアンから聞き、セシリアを憎むようになる。レナルドはセシリアを崖に追いやり、問い詰めていたことで娘の危険を感じたイングリッドによって突き落とされ、即死こそしなかったものの、家族を案じながら死亡した。その後、レジーヌは夫と息子を殺されたことで憎悪を募らせ、村中を探しまわるも見失ってしまい、結果としてその行き場のない怒りは娘に向けられることになる。その怒りは17年経っても収まることはなく、やがてセシリア＝エレンの所在を突き止めると、彼女に母親を装った手紙を送りつけることで誘き出して殺すことを計画。呼び出すことまでは成功したものの、計画に感づいた本物の母親であるイングリッドによってエレンとの接触寸前で殺害され、ストーリー開始時において崖で死体となって発見される。

## 異界
死後の世界とも言われる、幻想的な世界。しかし、忘却という消滅現象が各地で発生している。実際は人々の意識が形作ったものであり、エレン達が異界で手にする過去の情報は当事者であるエレンたちの記憶が呼び起こされたものである。そのため、本人の記憶が間違っていた場合、間違った情報しか得られない。
妖精界
人々の想像する死後の楽園が具現化した世界。
戦争界
死への恐怖が具現化した世界。
海底都市
人々の想像する神々が具現化した海底世界。だが、現在は信仰心の希薄化により忘却が一層進んでいる。
無限回廊
人々の想像する死への答えが具現化した出口なき世界。
地獄界
死後には罪の裁きがあるという考えが具現化した世界。
異界真央
人が初めて死を意識したときに生まれた世界。異界の中心であり、最後の地でもある。

## 主なフォークス
プーク　　　(妖精界)
純粋さと邪悪さを併せ持った小さな妖精。いたずら好きで、集団になればどんな残酷なことも平気でやってのける。
キルムーリ　(妖精界)
水車小屋に住み着き粉引きなどを手伝ってくれる、友好的なフォークス。寂しいとイタズラで気を引こうとするので手がかかる。
トレント　　(妖精界)
数千年生きた老樹に魂が宿り、化身したもの。自らの足で走り回れることに非常な喜びを感じている。
バーゲスト　(妖精界)
夕闇にまぎれ、どこからともなく現れる。著名人の死の間際には地獄の犬を引き連れ、唸り声と遠吠えを上げて歩くという。
ホーク　　　(戦争界)
敵よりも鬼上官に一泡吹かせたいと思っているゲリラ部隊の兵士。皆で集まっては頭をひねるが、臆病で実行には移せない。

## 主題歌
｢Nephilim｣
- 歌／演奏：abingdon boys school
- レーベル：Epic Records Japan
- 作詞:西川貴教 / 作曲:岸利至